# RSD-10 Pionier
RSD-10 Pionier (kod NATO SS-20 Saber) – radziecki dwustopniowy rakietowy pocisk balistyczny pośredniego zasięgu (IRBM). Pionier był korzystającym z wyrzutni typu TEL, mobilnym pociskiem balistycznym na platformie samochodowej, przenoszącym pojedynczą głowicę termojądrową o mocy 1 megatony lub do trzech głowic MIRV o mocy 150 kiloton. Pociski te stanowiły w latach osiemdziesiątych XX w. istotny element zimnowojennej rywalizacji pomiędzy Układem Warszawskim, a państwami NATO.

## Konstrukcja

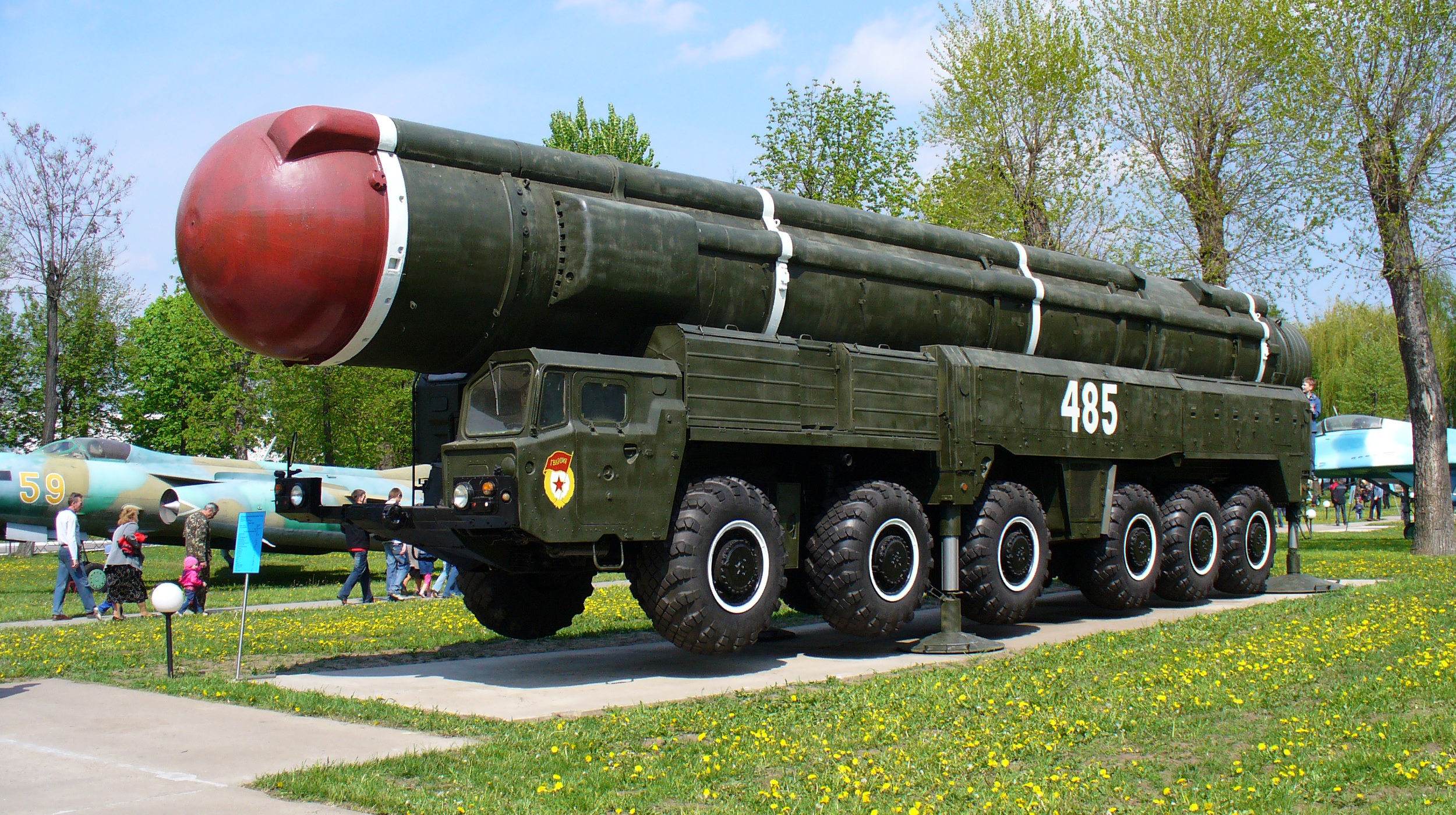
Wyrzutnia Pionier na transporterze MAZ-547W, z kontenerem startowym, na opuszczonych podnośnikach hydraulicznych

Program konstrukcyjny pocisku Pionier podjęto w Moskiewskim Instytucie Techniki Cieplnej (МИТ), prawdopodobnie w celu zastąpienia rozmieszczonych w środkowo-wschodniej Europie pocisków R-12 i R-14. Był to dwustopniowy pocisk balistyczny na paliwo stałe, którego konstrukcja bazowała na pierwszym i drugim stopniu napędowym mobilnego pocisku ICBM Temp-2S. Obydwa silniki wykonane były z materiałów kompozytowych. Sam pocisk umieszczony był w kontenerze startowym zamontowanym na wyrzutni typu TEL – będącej jednocześnie sześcioosiowym, samochodowym transporterem tego pocisku, typu MAZ-547W. Transporter wyposażony był w urządzenia zapewniające utrzymanie pocisku w stałej gotowości do wykonania niezbędnych przygotowań do startu oraz samego odpalenia pocisku.
Odpalenie pocisku nastąpić mogło ze specjalnego hangaru z rozsuwanym dachem albo z przygotowanego wcześniej odpowiedniego stanowiska polowego. Przed odpaleniem pocisku transporter wspierany był na hydraulicznych podporach, po czym następowało podniesienie zawierającego pocisk kontenera do pozycji pionowej i wypchnięcie pocisku z niego, z wykorzystaniem ciśnienia specjalnie w tym celu generowanych gazów. Zapłon silnika pierwszego stopnia następował już po opuszczeniu kontenera przez pocisk. Cała procedura startu przeprowadzana była zdalnie z odrębnego, mobilnego stanowiska dowodzenia.
System kontroli i naprowadzania pocisku korzystał z zainstalowanego w nim cyfrowego komputera oraz żyro-stabilizowanego układu naprowadzania, umożliwiającego pociskowi lot w pozycji horyzontalnej, w celu zapewnienia optymalnej dokładności celowania. Kontrolę lotu pocisku na etapie lotu atmosferycznego, gdy był napędzany za pomocą silnika pierwszego stopnia, zapewniono przez wykorzystanie aerodynamiki oraz stabilizatorów odrzutowych. Podczas lotu z napędem drugiego stopnia, gaz o niskiej temperaturze wstrzykiwany był do specjalnych odprowadzających go dysz, co odpowiednio stabilizowało lot.
Testy pocisku w locie przeprowadzone zostały na Czwartym Centralnym Poligonie Państwowym w Kapustin Jarze pomiędzy 21 września 1974 roku a 9 stycznia 1976 roku, po czym 11 marca tego samego roku, system rakietowy Pionier został skierowany do seryjnej produkcji w Wotkowińskich Zakładach Budowy Maszyn oraz przyjęty do służby. Pierwszy pułk wyposażony w nowe pociski rozpoczął dyżur bojowy 30 sierpnia 1976 roku.

## Wersje pocisku

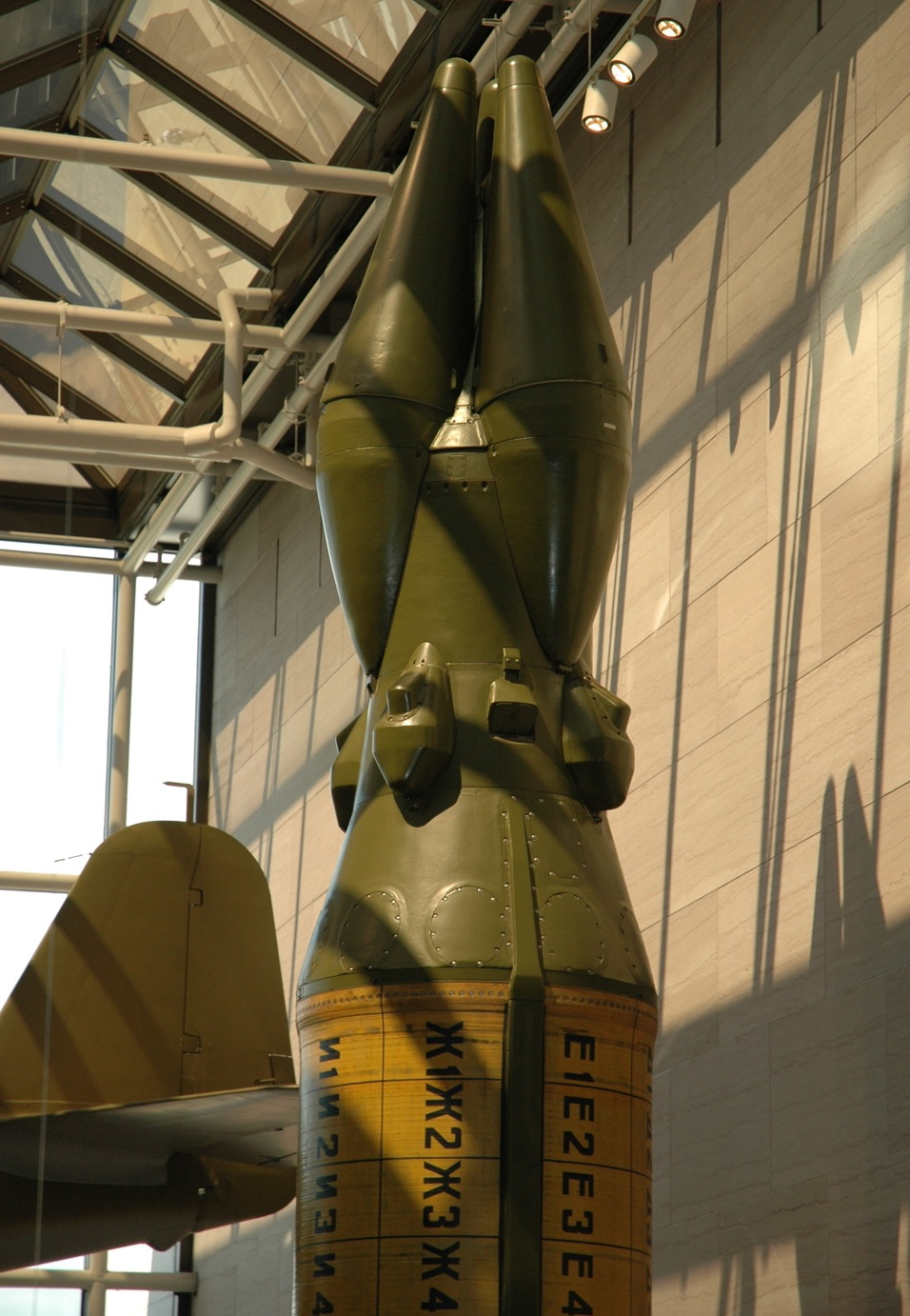
Nieosłonięte czepcem balistycznym głowice MIRV na szczycie pocisku Pionier

Zgodnie ze źródłami zachodnimi, testowano trzy wersje pocisku: Mod. 1 i Mod. 3 wyposażone w jedną głowicę, oraz wersję Mod. 2 (Pionier-UTTH) przenoszącą trzy niezależnie wcelowywane głowice (MIRV) o mocy 150 Kt. Ta wersja uważana była na Zachodzie za wersję podstawową. W jej ramach, głowice MIRV umieszczone były w znajdującym się na szczycie pocisku „pojeździe post-startowym” (post-boost vehicle – PBV) i podczas startu nie były dodatkowo osłonięte czepcem balistycznym.
Testy w locie systemu zmodernizowanej wersji Pionier-UTTH (kod 15Ż53), rozpoczęły się w Kapustin Jarze 10 sierpnia 1979 roku. Testy te kontynuowano do 14 sierpnia 1980 roku, po czym ulepszony system zaakceptowano do służby 17 grudnia 1980 roku. Pionier-UTTH korzystał z identycznego systemu napędowego, jak poprzednik, ulepszono w nim jednak PBV (post boost vehicle) oraz system naprowadzania, dzięki czemu ten system uzyskał o 550 do 450 metrów lepszą celność (CEP) oraz zwiększył swój zasięg o 10%, a także rozszerzył możliwy do pokrycia głowicami MIRV obszar celu.

## Rola w zimnej wojnie i traktat INF
W latach 1978–1986 rozmieszczono łącznie 441 stacji bojowych systemu Pionier. Do czasu wejścia w życie podpisanego w 1987 roku Traktatu o całkowitej likwidacji pocisków rakietowych krótkiego i średniego zasięgu (ang. Intermediate-Range Nuclear Forces Treaty, INF Treaty), liczba ta została zredukowana do 405 stacji. Wyrzutnie tych pocisków rozmieszczone zostały wzdłuż całej zachodniej granicy ówczesnego ZSRR, zwłaszcza przy granicy z PRL, a także na całym terytorium Ukraińskiej SRR. Przy swoim zasięgu, w zależności od wersji, sięgającym 5500 kilometrów, z każdej z tych lokalizacji mogły razić cele w całej Europie.
W czasie pełnienia dyżuru bojowego przez te pociski, w radzieckim dowództwie rozwinięto kilka koncepcji ograniczonej wojny jądrowej w Europie. Jedna z takich koncepcji na przykład, rozwinięta w pierwszej połowie lat 80 XX w., zakładała, iż wykorzystując operacyjne grupy manewrowe oraz wyprzedzające uderzenia sił powietrznych połączone ze stwarzanym przez pociski Pionier zagrożeniem nuklearnym, siły konwencjonalne Układu Warszawskiego będą w stanie szybko opanować teren aż do kanału La Manche, unikając wybuchu wojny jądrowej na masową skalę.
Odpowiednikiem pocisków Pionier po stronie państw NATO były rozmieszczone w Europie amerykańskie pociski Pershing II, które jednak jako pociski średniego zasięgu (MRBM) posiadały znacznie mniejszy od nich zasięg 1800 km. Słabością jednak systemu rakietowego Pionier względem pocisków amerykańskich była znacznie gorsza celność. O ile bowiem naprowadzane w końcowej fazie lotu radarowo Pershing II dysponowały celnością z marginesem błędu celności (CEP) wynoszącym 30 metrów, o tyle w przypadku pocisków radzieckich CEP wynosił aż 1300 – 1000 metrów, w zależności od wersji. Bardzo wysoka celność pocisków amerykańskich predestynowała je do wykonywania precyzyjnych uderzeń za pomocą niewielkiej głowicy o regulowanej mocy 5 do 50 kiloton (Kt) na cele punktowe, jak centra dowodzenia i łączności, zgrupowania wojsk, węzły komunikacyjne itp. Stosunkowo duży natomiast margines błędu celności radzieckich pocisków powodował, iż dla osiągnięcia podobnej do Pershing II skuteczności, przenosić musiały głowice jądrowe o znacznie większej mocy (1 Mt w wersjach Mod. 1 i Mod. 3) oraz 150 kt (Mod. 2), przez co zyskały sobie w ówczesnych mediach zachodnich przydomek „zabójcy miast”.
Zgodnie z postanowieniami zawartego między Stanami Zjednoczonymi i Związkiem Radzieckim traktatu INF o zakazie posiadania i używania stacjonujących na lądzie systemów rakietowych pośredniego i krótszego zasięgu (500 – 5500 km) oraz pocisków manewrujących, a także związanego z nimi wyposażenia, wszystkie z kilkoma wyjątkami systemy Pionier (509 wyrzutni oraz 654 pociski) zostały w latach 1988–1991 wyeliminowane. Pierwszy Pionier wraz z kontenerem startowym został zniszczony na poligonie w Kapustin Jarze w lipcu 1988 roku, ostatni zaś z 654 pocisków – 12 maja 1991 roku. Ostatnią z 499 wyrzutni zniszczono 28 maja 1991 roku w specjalnym zakładzie eliminacji wyrzutni w Sarnach. W ramach eliminacji tych systemów, dokonano odpalenia 72 pocisków – wszystkie odpalenia przebiegły poprawnie. Na mocy traktatu, każda z jego stron mogła wyeliminować do piętnastu pocisków nie przez fizyczne zniszczenie, lecz przez ich rozebranie, w celu późniejszego wystawienia w ekspozycjach muzealnych. W ten sposób, jeden z pocisków Pionier trafił do Stanów Zjednoczonych, w zamian za jeden z wyeliminowanych podobnym sposobem egzemplarzy pocisku Pershing II.